# دندان‌گرازی دماغه
دندان‌گرازی دماغه (نام علمی: Neonesthes capensis) نام یک گونه از تیره لق‌دهانان است.